# Яркий свет
«Яркий свет» (фр. Yeelen, на языке бамана — «свет, яркость») — малийский фильм 1987 года, поставленный Сулейманом Сиссе. Фильм снят на языках бамана и фула, а сюжет основан на легенде народа бамбара.
В интервью французскому изданию Cahiers du cinéma Сулейман Сиссе заявил, что целью фильма было «противопоставление европейскому этнографическому кино», а также «желание ответить на внешнее восприятие, восприятие европейских инженеров и профессоров, отчуждённое восприятие».

## Признание
Фильм получил приз жюри на Каннском кинофестивале, став первым африканским фильмом, удостоенным этой награды за всю историю фестиваля. В том же году он был номинирован на «Золотую пальмовую ветвь».
В списке лучших фильмов журнала Empire занимает 94 место.